# Aeroportul Winton
Aeroportul Winton (IATA: WIN, ICAO: YWTN) este un aeroport din Queensland, Australia ce deservește zona Winton. A fost numit după zona deservită.
Situat la o altitudine de 193 m, aeroportul dispune de o singură pistă. Este operat de Shire of Winton⁠(d).